# San Millán Yuso i Suso
Dvojni samostani sv. Emilijana (San Millán) nalaze se u selu San Millán de la Cogolla, La Rioja, Španjolska. Samostani se razlikuju nazivima Suso (španjolski: gornji) i Yuso (niži). Oni su zajedno upisani na UNESCO-ov popis mjesta svjetske baštine u Europi 1997. godine kao mjesto rođenja jednog od najraširenijih jezika na svijetu, kastiljanski španjolski, ali i kao primjer kontiuiranog monaštva od 6. stoljeća, te transformacije samostana od zajednice pustinjaka do cenobita. 

## San Millán Suso
Suso je starija zgrada izgrađena na mjestu redovničke pustinje u kojoj je Sveti Emilijan  (San Millán) živio. On se slavi kao mjesto gdje su zapisane prve fraze na kastiljanskom španjolskom i baskijskom jeziku u obliku prijevoda s latinskih tekstova, poznatih kao Glosas Emilianenses. Važnost San Millána kao kolijevke španjolskog jezika potvrđuje blizina sela Berceo u kojemu je živio Gonzalo de Berceo, prvi poznati španjolski pjesnik.
Povijest kršćanstva u San Millánu datira od polovice 6. stoljeća kada je postao mjestom hodočašća na svečev grob. Njegov skriptorij je ostao aktivan tijekom cijelog razdoblja muslimanske vladavine, i kroz stoljeća, vjerska zajednica je prevladala razne prijetnje samostanu (kao na primjer pustošenje koje je načinio Edvard Crni Kraljević). Međutim monaški život se razvijao od izvornih pustinjaka do benediktinske zajednice u donjem samostanu Yuso.
Suso je nenaseljen od sekularizacije Španjolske kada su konfiscirani svi crkveni posjedi svih samostana, prema dekretima ministra Mendizábala, u devetnaestom stoljeću.
- Gornji samostan sv. Emilijana iz zraka
- San Millán de Suso
- Maurski lukovi samostana Suso
- Kenotaf sv. Emililjana iz 12. st.
- Sarkofazi iz 10. st.

## San Millán Yuso
Početkom 16. stoljeća samostanska zajednica se premjestila u nove zgrade samostana Yuso, ispod starog kompleksa, koji je i danas živa zajednica.
Yuso je sada kuća Augustinske zajednice, ali dio samostana je pretvoren u hotel. Danas samostani San Millán privlače hodočasnike na Putu svetog Jakova (iako se nalazi malo izvan linije službenog puta između Nájera i Burgosa).
- Crkva samostana San Millán de Yuso
- Klaustar samostana Yuso
- Barokni portal samostana
- Škrinja s relikvijama sv. Emilijana
- Kantor